# Open Bioinformatics Foundation
A Open Bioinformatics Foundation é uma organização sem fins lucrativos, voluntária focada em apoiar programação em código aberto na área de bioinformática.
A missão da fundação é apoiar o desenvolvimento de kits de ferramentas de código aberto para bioinformática, organizar e executar a Bioinformatics Open Source Conference, e, geralmente, ajudar no desenvolvimento e promoção do desenvolvimento de software de código aberto nas ciências da vida.
A fundação hospeda servidores para listas de discussão, websites, e repositórios de código para os seguintes projetos de código aberto:
- BioDAS (ver: ) - Infra-estrutura para a troca de anotações do genoma em XML
- BioJava - Java toolkit
- BioMOBY - Dados e execução de aplicações através de web services
- BioPerl - Perl toolkit
- BioPipe - Pipelines e projetos de workflow para criação de protocolos de bioinformática
- Biopython - Python toolkit
- BioRuby - Ruby toolkit
- BioPHP
- BioSQL - RDBMS Esquema de banco de dados para armazenamento de seqüências , anotações, e dados de taxa.
- OBDA (ver: ) - um padrão para acesso a dados de seqüências locais, remotamente, via RDBMS
- EMBOSS - toolkit para análise de seqüências.